# Помінов Олександр Михайлович
Олександр Помінов (нар. 22 липня 1976) — український дзюдоїст-паралімпієць, Майстер спорту України міжнародного класу.
- Бронзовий призер чемпіонатів Європи 2013, 2015 років.
- Бронзовий призер Кубка світу 2015 року.